# Gare de Varennes-sur-Fouzon
La gare de Varennes-sur-Fouzon est une gare ferroviaire française, de la ligne de Salbris au Blanc, située sur le territoire de la commune de Val-Fouzon,, dans le département de l'Indre, en région Centre-Val de Loire.
C'est une halte de la Société nationale des chemins de fer français (SNCF) desservie par les trains du réseau TER Centre-Val de Loire.

## Situation ferroviaire
Établie à 83 m d'altitude, la gare de Varennes-sur-Fouzon est située au point kilométrique (PK) 227,343 de la ligne de Salbris au Blanc, entre les gares de Chabris et de Valençay.

## Histoire
Elle est mise en service, le 6 octobre 1902, avec l'ouverture de la voie entre la gare de Romorantin et la gare d'Écueillé. Le bâtiment voyageurs existe toujours mais il est désaffecté.

### Fréquentation
De 2014 à 2023, selon les estimations de la SNCF, la fréquentation annuelle de la gare s'élève aux nombres indiqués dans le tableau ci-dessous.
| Année     | 2014  | 2015  | 2016  | 2017  | 2018  | 2019  | 2020  | 2021  | 2022  | 2023  |
| --------- | ----- | ----- | ----- | ----- | ----- | ----- | ----- | ----- | ----- | ----- |
| Voyageurs | 3 668 | 2 181 | 2 660 | 3 523 | 4 331 | 3 934 | 4 499 | 4 174 | 5 070 | 4 971 |

## Service des voyageurs

### Accueil
Halte SNCF, c'est un point d'arrêt non géré (PANG) à entrée libre. Elle est équipée de deux quais latéraux, encadrant une voie.

### Desserte
Varennes-sur-Fouzon est desservie par des trains TER Centre-Val de Loire, qui circulent entre Valençay et Romorantin-Blanc-Argent, voire Salbris.